# Братьякаси
Братьяка́си (рос. Братьякасы, чув. Пратьякас Енĕш) — присілок у складі Канаського району Чувашії, Росія. Входить до складу Ямашевського сільського поселення.
Населення — 208 осіб (2010; 236 у 2002).
Національний склад:
- чуваші — 99 %